# Chespirito
Chespirito, pseudonimo di Roberto Mario Gómez y Bolaños (Città del Messico, 21 febbraio 1929 – Cancún, 28 novembre 2014), è stato un attore, sceneggiatore, autore televisivo e scrittore messicano.

## Biografia

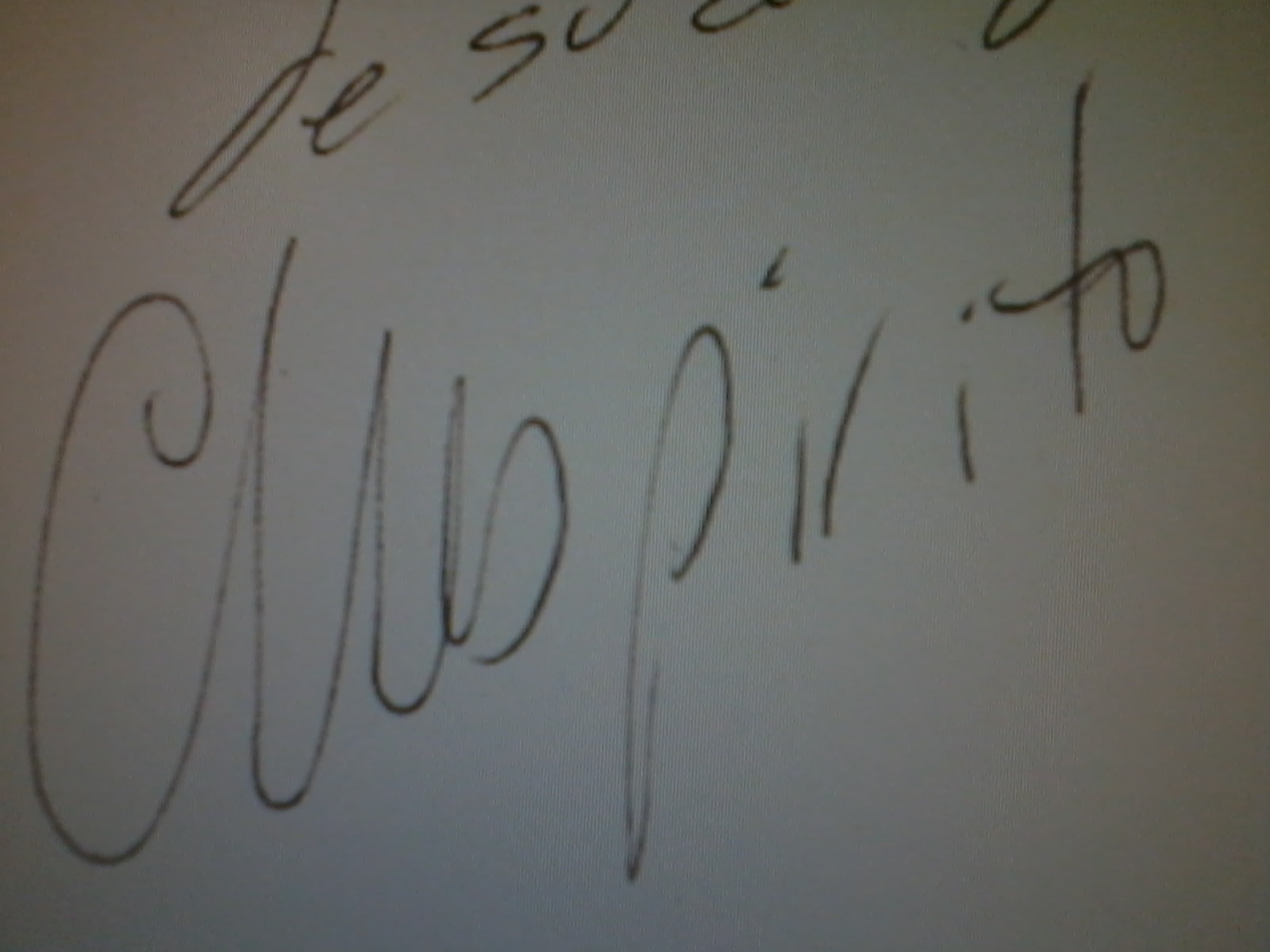
Firma di Chespirito

Figlio della segretaria bilingue Elsa Bolaños Cacho e del pittore, fumettista e illustratore Francisco Gómez Linares, aveva studiato ingegneria meccanica presso l'Università Nazionale Autonoma del Messico, senza però laurearsi.
Suo padre, celebre pittore dell'epoca, passò a miglior vita quando lui aveva sei anni. Sua madre morì di cancro al pancreas prima che suo figlio divenisse famoso per la serie El Chavo.
Gómez Bolaños iniziò la sua carriera come creativo pubblicitario per la radio e la televisione, e negli anni '50 divenne un prolifico sceneggiatore. Scrisse anche diverse sceneggiature da film per il duo Viruta e Capulina, comparendo come attore in una breve parte nel loro film Dos criados malcriados nel 1960. Continuò però a dedicare la maggior parte del suo tempo alla scrittura, contribuendo con dialoghi e sceneggiature a diversi programmi della televisione messicana.
Il suo nome d'arte, Chespirito, si deve al regista Agustín P. Delgado ed è il diminutivo della pronuncia spagnola di Shakespeare (foneticamente Chekspir); gli venne affibbiato per la sua statura e per la sua capacità di scrivere storie in qualche modo simili a quelle di Shakespeare.
Tra il 1960 e il 1965 scrisse sceneggiature per i due programmi più seguiti della televisione messicana: Cómicos y canciones e El estudio de Pedro Vargas per la catena TV Telesistema Mexicano.
Nel 1968 iniziò a trasmettere la Televisione Indipendente del Messico e Chespirito fu chiamato come scrittore con l'offerta di utilizzare a suo piacimento uno spazio settimanale di mezz'ora a sue spese. Così nacque il programma Los supergenios de la mesa cuadrada e iniziò la sua carriera di attore.
Nel 1970 gli fu affidato un programma a parte nel quale utilizzò egli stesso il nome d'arte di Chespirito, dando vita al personaggio di Chapulín Colorado. Un anno dopo comparve El Chavo. Entrambi i personaggi ebbero tanto successo che il programma venne suddiviso in due parti di mezz'ora, ciascuna delle quali era dedicata a uno dei due personaggi. A metà degli anni ottanta iniziò il breve programma La chicharra, una serie che parlava di giornalisti ma che non ebbe molto successo.
Pur essendo noto soprattutto per i suoi ruoli di El Chavo e Chapulín Colorado, creò numerosi altri personaggi come Chómpiras, il Doctor Chapatín, Vicente Chambón e Chaparrón Bonaparte- Intervistato da Teresa Rodríguez, dichiarò che aveva deciso di usare parole che iniziavano con la lettera ch perché questa iniziale caratterizzava "molti termini osceni in Messico."
Nonostante una certa ripetitività nelle sceneggiature, i programmi di Gómez Bolaños sono diventati famosi in tutta l'America Latina, Stati Uniti e in Spagna, soprattutto grazie alla simpatia degli attori dei suoi programmi, nei quali si alternarono col tempo Carlos Villagrán, Ramón Valdés, Florinda Meza, Rubén Aguirre, Edgar Vivar, Angelines Fernández, Raúl Padilla, Horacio Gómez Bolaños e María Antonieta de las Nieves, che ebbero anche fama internazionale.
Nel 1980, i suoi sketch sono stati riuniti in un programma settimanale intitolato appunto Chespirito, andati in onda fino al 1995.
Ha anche recitato in film messicani scritti e interpretati da se stesso: come El Chanfle e El Chanfle 2.
Nel 2000 Televisa manda in onda un tributo dal titolo ¡No contaban con mi astucia!, per commemorare il 30º anniversario del programma El Chavo del Ocho.
Il 28 maggio 2011  ha aperto il suo account su Twitter e ha raggiunto in meno di un giorno più di 170.000 seguaci; il secondo giorno aveva già 250.000 follower, e in una sola settimana raggiunse il mezzo milione.
Il 20 novembre 2013 ha ricevuto il premio statunitense alla carriera più eccezionale in televisione.
Il 12 novembre 2009, Chespirito è stato ricoverato in un ospedale di Città del Messico; secondo le dichiarazioni di suo figlio Roberto Gómez Fernández, aveva un problema alla prostata per cui fu sottoposto a un semplice intervento chirurgico. È morto all'età di 85 anni il 28 novembre 2014 a Cancún, in Messico alle ore 14:30 (ora locale in Messico) a causa di complicazioni respiratorie.

## Vita privata
Gómez Bolaños ha avuto due relazioni. In un primo momento si è sposato con Graciela Fernández, con la quale ebbe sei figli. A causa della sua popolarità si separarono dopo 23 anni di matrimonio. Nel 2004 si è risposato con Florinda Meza, che copriva il ruolo di Doña Florinda in El Chavo del Ocho.
Roberto ha ammesso di aver fumato per 40 anni. Da ragazzo gli piaceva giocare a calcio e praticare boxe. Secondo Augusto Rattoni, amava la pittura e disegnare paesaggi e volti.

## Filmografia

### Attore
- Dos locos en escena (1960)
- Dos criados malcriados (1960)
- El zángano (1967)
- Las tres magníficas (1968)
- Operación carambola (1968)
- La hermana Trinquete (1969)
- La princesita y vagabunda (1969)
- El cuerpazo del delito (1970)
- El amor de María Isabel (1971)
- El Chanfle (1979)
- El Chanfle 2 (1982)
- Don ratón y don ratero  (1983)
- El Charrito (1984)
- Música de viento (1988)
- Doctor Chapatín (1968-1995)
- El Chapulín Colorado (1970-1993)
- Cecco della botte (El Chavo del Ocho o semplicemente El Chavo) (1971-1992)
- El Chompiras (1972-1995)
- Vicente Chambón (1980-1984)
- Chaparron Bonaparte (1980-1995)
- Don Cavalera (1993-1994)

### Sceneggiatore
- ¡Que vivan los muertos! (1998)
- Charrito (1984)
- El Chanfle II (1982)
- El Chanfle (1979)
- ¡Ahí madre! (1970)
- Fray Dólar (1970)
- La princesa hippie (1969)
- Operación carambola (1968)
- El camino de los espantos (1967)
- Un bovio para dos hermanas (1966)
- Los reyes del volante (1965)
- Los astronautas (1964)
- Los invisibles (1963)
- ¡En peligro de muerte! (1962)
- Pegando con tubo (1961)
- Limosneros con garrote (1961)
- Dos tontos y un loco (1961)
- Los desenfrenados (1960)
- El dolor de pagar la renta (1960)
- Los tigres del desierto (1960)
- Dos criados malcriados (1960)
- Vagabundo y millonario (1959)
- Angelitos del trapecio (1959)
- Los legionarios (1958)

### Compositore
- Charrito (1984)
- ¡En peligro de muerte! (1962)
- Tres lecciones de amor (1959)
- Los legionarios (1958)